# 笹本恒子
笹本 恒子（ささもと つねこ、1914年9月1日 - 2022年8月15日）は、日本の写真家。一般に「女性報道写真家第一号」とされる。肖像写真も得意とする。
従来は1918年（9月1日）生まれとする文献があったが（例えば、下記「参考文献」欄記載の「日本写真家事典」）、2011年に刊行された「好奇心ガール、いま97歳」（下記「著書」を参照）により1914年生まれであることが明確にされた。

## 来歴
東京府（現東京都品川区）出身。高等専門学校の家政科に通うも、絵の勉強に専念したかったため中退。その後、父親には内緒で絵の研究所と洋裁学校に通った。
戦前、女性報道写真家がいなかった頃に東京日日新聞（現在の毎日新聞）の挿絵のアルバイト（社会面のカット）として活躍後、東京日日新聞・社会部長の小坂新夫（笹本が子供のころ、笹本家の離れを借りて住んでいた）にすすめられ、（1939年に仮入社し、母親の病気を理由とする10か月の休職ののち、1940年（昭和15年）4月に）財団法人・写真協会（新聞記者・写真家の林謙一らを中心に設立された内閣情報部による国策機関。写真週報の編集なども担当）に入り、女性報道写真家第1号となる。笹本も「いろいろな賞状の授与式や除幕式などの催事、海外使節団の動向、著名人や文化人の活動などを海外に紹介する」仕事を行った。国内で起こった出来事を世界に配信したが、1941年のはじめに兄からの厳しい反対および病気（脚気）のため同協会を退職する。
1941年9月に結婚。
終戦後は離婚、写真家として復帰し国内で起こった話題・事件の女性たちを撮り、数多くのグラフ雑誌に掲載したが、活動の場であった写真グラフ誌の多くが廃刊されてしまい活動を休止した。笹本のその活動は編年的には以下のとおりである。
- 終戦後の1945年には千葉新聞に勤務。
- 1946年には東京で婦人民主新聞（ふぇみん婦人民主クラブ機関紙）の嘱託カメラマンとなる。
- 1947年にはフリーとなり、フォトジャーナリストとして活動を継続。
- 1950年には日本写真家協会の創立会員となる（2011年現在名誉会員）。

約20年間の沈黙を破り、1985年に71歳で国内を代表する著名な女性有名人を集めた写真展「昭和史を彩った人たち」で、再び写真家として復帰した。2001年には第16回ダイヤモンドレディー賞を受賞している。2011年には吉川英治文化賞を受賞し、現役として活躍している。
2014年、第43回ベストドレッサー賞・特別賞を受賞。2016年に、アメリカのルーシー賞（ライフタイム・アチーブメント部門賞）を受賞した。
2016年3月、それまでに撮影した100点の写真を長野県須坂市に寄贈した。
2018年、東京都名誉都民に顕彰される。
2022年8月15日、老衰のため神奈川県鎌倉市の高齢者施設で死去した。107歳没。

## 写真集
- 笹本恒子『昭和・あの時・あの人』遊人工房。
- 笹本恒子『昭和・あの時・あの人 女性報道写真家第一号・笹本恒子写真集』TBSブリタニカ、1990年。
  - 1945年以前の笹本の掲載作品は以下のとおり。
    - p6-p7: スペイン経済使節団（昭和14年秋）: 写真作品3点（1点は、加藤恭平撮影で、笹本恒子本人が写っている）
    - p8: ビルマ人来日（昭和15年6月）: 写真作品1点
    - p9: ヒットラーユーゲント来日（昭和15年10月）: 写真作品1点
    - p10: 日米学生会議（昭和15年）: 写真作品1点
    - p11-p13: 日独伊三国同盟婦人祝賀会（昭和15年9月末）: 写真作品3点
    - p14: グレン・ショウ（昭和15年）: 写真作品1点
    - p15: 円形水のみ場（昭和15年）: 写真作品1点
- 笹本恒子『昭和・あの時・あの人』光村印刷〈Bee books〉、1998年5月。ISBN 4896157567。
- 笹本恒子『きらめいて生きる明治の女性たち 笹本恒子写真集』清流出版、1996年5月。ISBN 4916028287。
- 笹本恒子『昭和を彩る人びと 私の宝石箱の中から一〇〇人』清流出版、2003年10月。ISBN 4916028287。
- 笹本恒子『ふだん着の肖像 昭和20-30年代を彩った100人』新潮社、1988年1月。ISBN 4103686014。
- 笹本恒子『夢紡ぐ人びと 一隅を照らす18人』清流出版、2002年。
- 笹本恒子『輝く明治の女たち "いま"に生きる45人の肖像』日本放送出版協会、1992年3月。ISBN 4140800283。
- 笹本恒子『笹本恒子作品展』JCIIフォトサロン〈JCII Photo Salon library 157〉、2004年。
- 笹本恒子『素顔の三岸節子』光村印刷〈Bee books〉、1998年。

## 著書
- 笹本恒子『ライカでショット! お嬢さんカメラマンの昭和のスナップ』鎌倉書房、1989年。
- 笹本恒子『ライカでショット! お嬢さんカメラマンの昭和奮戦記』清流出版、2002年7月。ISBN 4860290178。上記の鎌倉書房・1989年刊行の書籍の再刊
  - 掲載されている戦前の写真作品としては、上記「昭和・あの時・あの人」掲載のものを除き、以下の2点。
    - 扉: 土手のようなところに座る笹本恒子本人の写真（撮影／村山尚寛）（昭和15年）
    - p129: 芸者の写真（昭和15年）
- 笹本恒子『好奇心ガール、いま97歳』小学館、2011年9月29日。ISBN 978-4093882026。
  - 掲載されている、1945年以前の写真作品
    - （18ページ）写真協会発行の冊子掲載した女子学生の団体組み体操。（昭和15年ごろ）
    - （18ページ）日本の女性芸術家をテーマに彫刻家を紹介し。海外に配信。（昭和15年ごろ）
- 笹本恒子『97歳の幸福論。ひとりで楽しく暮らす、５つの秘訣』講談社、2012年2月21日。ISBN 978-4062174558。
- 笹本恒子『お待ちになって、元帥閣下』毎日新聞出版、2012年5月24日。ISBN 978-4620015330。
- 笹本恒子『恒子の昭和 日本初の女性報道写真家が撮影した人と出来事』小学館、2012年6月26日。ISBN 978-4096820667。
- 笹本恒子『笹本恒子の「わたくしの大好き」101』宝島社、2013年1月19日。ISBN 978-4796699716。
- 笹本恒子・吉沢久子『はつらつ! 恒子さん98歳 久子さん95歳 楽しみのおすそ分け』清流出版、2013年5月21日。ISBN 978-4860294014。
- 笹本恒子『99歳、現在進行形ね。楽しく生きる心がけをお話しします』小学館、2013年8月26日。ISBN 978-4093883245。
- 笹本恒子『100歳の幸福論。ひとりで楽しく暮らす、5つの秘訣』講談社、2014年11月21日。ISBN 978-4062815758。
- 笹本恒子『好奇心ガール、いま101歳 しあわせな長生きのヒント』小学館、2015年10月6日。ISBN 978-4094062236。
- 笹本恒子『103歳。どこを向いても年下ばかり いつでもときめいて生きる』PHP研究所、2017年11月16日。ISBN 978-4569838724。